# American Association 1884
American Association 1884 var den tredje sæson i baseballligaen American Association. Ligaen havde deltagelse af tolv hold, som hver skulle spille 110 kampe i perioden 1. maj – 15. oktober 1884. I forhold til den forrige sæson var ligaen blevet udvidet med fire hold:
- Toledo, som havde vundet Northwestern League i 1883.
- Brooklyn Grays, som havde vundet Inter-State Association of Professional Baseball Clubs i 1883.
- Washington Statesmen.
- Indianapolis Hoosiers.

Efter 63 kampe blev Washington Statesmen imidlertid erstattet af Richmond Virginians.
Mesterskabet blev vundet af Metropolitans fra New York, som vandt 75 og tabte 32 kampe, og som dermed sikrede sig sit første mesterskab.
Fleet Walker blev den første sorte spiller i Major League Baseball, da han i sæsonen 1884 spillede 41 kampe for Toledo.
På trods af at holdet sluttede på andenpladsen i ligaen, blev Columbus Buckeyes det første hold i American Association, der lukkede. Den 30. oktober 1884 blev alle holdets spillere solgt til Alleghenys for en samlet pris på $ 6.000.

## Resultater
| Plac. | Hold                  | Kampe | Vundne | Uafgj. | Tabte | Proc.  |
| ----- | --------------------- | ----- | ------ | ------ | ----- | ------ |
| 1.    | Metropolitans         | 112   | 75     | 5      | 32    | 70,1 % |
| 2.    | Columbus Buckeyes     | 110   | 69     | 2      | 39    | 63,9 % |
| 3.    | Louisville Eclipse    | 110   | 68     | 2      | 40    | 63,0 % |
| 4.    | St. Louis Browns      | 110   | 67     | 3      | 40    | 62,6 % |
| 5.    | Cincinnati Reds       | 112   | 68     | 3      | 41    | 62,4 % |
| 6.    | Baltimore Orioles     | 108   | 63     | 2      | 43    | 59,4 % |
| 7.    | Athletics             | 108   | 61     | 1      | 46    | 57,0 % |
| 8.    | Toledo                | 110   | 46     | 6      | 58    | 44,2 % |
| 9.    | Brooklyn Grays        | 109   | 40     | 5      | 64    | 38,5 % |
| 10.   | Richmond Virginians   | 46    | 12     | 4      | 30    | 38,5 % |
| 11.   | Alleghenys            | 110   | 30     | 2      | 78    | 27,8 % |
| 12.   | Indianapolis Hoosiers | 110   | 29     | 3      | 78    | 27,1 % |
| 13.   | Washington Statesmen  | 63    | 12     | 0      | 51    | 19,0 % |